# Micheal O'Siadhail
 (avril 2025).
La mise en forme du texte ne suit pas les recommandations de Wikipédia : il faut le « wikifier ».
Les points d'amélioration suivants sont les cas les plus fréquents. Le détail des points à revoir est peut-être précisé sur la page de discussion.
- Les titres sont pré-formatés par le logiciel. Ils ne sont ni en capitales, ni en gras.
- Le texte ne doit pas être écrit en capitales (les noms de famille non plus), ni en gras, ni en italique, ni en « petit »…
- Le gras n'est utilisé que pour surligner le titre de l'article dans l'introduction, une seule fois.
- L'italique est rarement utilisé : mots en langue étrangère, titres d'œuvres, noms de bateaux, etc.
- Les citations ne sont pas en italique mais en corps de texte normal. Elles sont entourées par des guillemets français : « et ».
- Les listes à puces sont à éviter, des paragraphes rédigés étant largement préférés. Les tableaux sont à réserver à la présentation de données structurées (résultats, etc.).
- Les appels de note de bas de page (petits chiffres en exposant, introduits par l'outil «  Source ») sont à placer entre la fin de phrase et le point final[comme ça].
- Les liens internes (vers d'autres articles de Wikipédia) sont à choisir avec parcimonie. Créez des liens vers des articles approfondissant le sujet. Les termes génériques sans rapport avec le sujet sont à éviter, ainsi que les répétitions de liens vers un même terme.
- Les liens externes sont à placer uniquement dans une section « Liens externes », à la fin de l'article. Ces liens sont à choisir avec parcimonie suivant les règles définies. Si un lien sert de source à l'article, son insertion dans le texte est à faire par les notes de bas de page.
- La présentation des références doit suivre les conventions bibliographiques. Il est recommandé d'utiliser les modèles {{Ouvrage}}, {{Chapitre}}, {{Article}}, {{Lien web}} et/ou {{Bibliographie}}. Le mode d'édition visuel peut mettre en forme automatiquement les références.
- Insérer une infobox (cadre d'informations à droite) n'est pas obligatoire pour parachever la mise en page.

Pour une aide détaillée, merci de consulter Aide:Wikification.
Si vous pensez que ces points ont été résolus, vous pouvez retirer ce bandeau et améliorer la mise en forme d'un autre article.
Micheal O'Siadhail (irlandais: Mícheál Ó Siadhail [ˈmʲiːçaːl̪ˠ oː ˈʃiəlʲ]), né le 12 janvier 1947, est un poète irlandais. Il a reçu de nombreux prix, dont le Irish American Culture Institute Prize for Poetry en 1982, le Marten Toonder Prize for Literature en 1992 et le Eric Hoffer Award en 2020,.

## Enfance
Micheal O'Siadhail est né à Dublin, dans une famille de classe moyenne. Son père est expert-comptable et vient du Comté de Monaghan. Quant à sa mère, elle vient de Dublin, mais possède de la famille dans le Comté de Tipperary.
À 12 ans, O'Siadhail est élève dans un internat jésuite, Clongowes Wood College, une expérience qu'il décrira plus tard dans certains de ses poèmes. À 13 ans, un voyage aux îles d'Aran le marqua profondément.

## Carrière
Micheal O'Siadhail a étudié au Trinity College de Dublín, de 1964 à 1968, où il a notamment eu pour professeurs David H. Greene et Máirtín Ó Cadhain. Il a été élu en tant que Scholar of the College et a reçu un First Class Honours Degree (une prestigieuse distinction pour son parcours académique). Durant ses études, il fit connaissance de David McConnell, Mary Robinson et David F. Ford. Il étudia le folklore et l'islandais à l'Université d'Oslo, via un programme d'échange universitaire. O'Siadhail considère que la littérature nordique est une influence importante dans ses travaux.
En 1970, il épousa Bríd Ní Chearbhaill,, né à Gaoth Debhair dans le Comté de Donegal, et travailla comme professeur.
Pendant 17 ans, O'Siadhail a travaillé dans le monde universitaire, tout d'abord, en tant que conférencier à Trinity College Dublin (1969-1973), puis en tant qu'enseignant chercheur à l'Institut d'études avancées de Dublin. Il a ainsi pu donner des conférences à Dublin, à Harvard et à Yale. Il fut un professeur invité à l'Université d'Islande en 1982. En 1987, il démissionna de son poste de professeur pour se consacrer à la poésie.
Il fut un membre du Conseil des Arts (1987-1993), ainsi qu'un membre du Comité consultatif sur les relations culturelles (19889-1997) et un rédacteur à la Poetry Ireland Review. O'Siadhail fut le président fondateur de l'ILE (Ireland Literature Exchange) ainsi qu'un des fondateurs d'Aosdána (Academy of Distinguished Irish Artists: l'Académie des artistes irlandais distingués). Ce cercle d'artistes lui a permis de travailler avec le compositeur Seóirse Bodley et les peintres Cecil King et Mick O'Dea. En 2008, il donna un discours lors de la célébration du 80ème anniversaire de Brian Friel.
En 1981, il représenta l'Irlande à l'occasion du Festival européen de poésie à Londres, de même qu'à la Foire du livre de Francfort en 1997. Il fut présent en tant qu'écrivain à la Yeats Summer School in 1991, puis à l'université de la Colombie-Britannique en 2002.
Durant sa carrière d'universitaire, O'Siadhail a publié plusieurs travaux sur l'étude de la langue irlandaise et un manuel pour apprendre l'irlandais.
En 1978, O'Siadhail publia son premier recueil de poèmes, The Leap Year (écrit à l'origine en irlandais), suivi de Rungs of Time, en 1980, qui annonça de nombreux thèmes caractéristiques et dominant dans son œuvre. Enfin, la publication de Belonging (1982) acheva d'établir son style, en mettant en avant les relations (amoureuses, amicales, familiales ...) comme thème principal.
Deux autres recueils, Springnight (1983) et The Image Wheel (1985), contiennent certains de ses poèmes les plus connus. Il se mis ensuite à écrire une série de livres sur des sujets divers,.
The Chosen Garden est publié en 1990, et O'Siadhail le décrivit comme étant "un effort pour faire face à mon propre parcours, pour comprendre et retracer sa propre petite épopée" ("an effort to face my own journey, to comprehend and trace one's own tiny epic"). En 1992, il publia Hail! Madam Jazz: New and Selected Poems, qui inclut The Middle Voice. Puis, en 1995, il sortit A Fragile City, une réflexion sur la confiance, en quatre parties. Our Double Time, publié trois ans plus tard, en 1998, explore la libération que représente le fait d'affronter la finitude humaine d'une manière qui permette de profiter au mieux de sa vie. En 2002, il publia The Gossamer Wall, qui fut présélectionné pour le Jewish Quarterly-Wingate Literary Prize en 2003, dans la catégorie "Fiction".
Il publia Love Life en 2005, suivi de Globe en 2007,.

## Vie personnelle
O'Siadhail a eu une première épouse, Bríd O'Siadhail (née Ní Chearbhaill), lesquels sont restés mariés pendant 44 ans. Après la mort de sa femme en 2013, il déménagea à New-York. Il s'est désormais remarié avec Christina Weltz.

### Livres
Poésie
- 1978: The Leap Year / An Bhliain Bhisigh (An Clóchomar, Dublín)
- 1980: Rungs of Time / Runga (An Clóchomhar, Dublín)
- 1982: Belonging / Cumann (An Clóchomhar, Dublín)
- 1985: Springnight (Bluett, Dublín)
- 1990: The Image Wheel (Bluett, Dublín)
- 1990: The Chosen Garden (Dedalus, Dublín)
- 1992: Hail! Madam Jazz: New and Selected Poems including The Middle Voice (Bloodaxe, Newcastle upon Tyne)
- 1995: A Fragile City (Bloodaxe, Newcastle upon Tyne 1995)
- 1998: Our Double Time (Bloodaxe, Newcastle, upon Tyne)
- 1999: Poems 1975–1995 (Bloodaxe, Newcastle upon Tyne)
- 2002: The Gossamer Wall (Time Being Books (North American publisher) and Bloodaxe, Tarset)
- 2005: Love Life (Bloodaxe, Tarset)
- 2007: Globe (Bloodaxe, Tarset)
- 2010: Tongues (Bloodaxe, Tarset)
- 2014: Collected Poems (Bloodaxe, Tarset)
- 2015: One Crimson Thread (Bloodaxe, Tarset; Baylor University Press, Waco, TX)
- 2018: The Five Quintets (Baylor University Press, Waco, TX)
- 2022: Testament (Baylor University Press, Waco, TX)
- 2023: Desire (Baylor University Press, Waco, TX)

Langues
- 1978: Téarmaí tógálá agus tís as Inis Meáin (Dublín Institute for Advanced Studies)
- 1983: (with Arndt Wigger) Córas Fuaimeanna na Gaeilge (Dublín Institute for Advanced Studies)
- 1988: Learning Irish (Yale University Press)
- 1989: Modern Irish: Grammatical Structure and Dialectal Variation (Cambridge University Press)

### Editions limitées
- 1989 Four Poems (with artist Cecil King) Editions Monica Beck

### Ouvrages sur O'Siadhail et ses travaux
- 2007: The Musics of Belonging: The Poetry of Micheal O'Siadhail Ed. Marc Caball and David F. Ford, Carysfort Press, Dublín
- 2008: A Hazardous Melody of Being: Seóirse Bodley's Song Cycles on the Poems of Micheal O'Siadhail Edited by Lorraine Byrne Bodley, Carysfort Press, Dublín
- 2009: An Unexpected Light: Theology and Witness in the Poetry and Though of Charles Williams, Micheal O'Siadhail and Geoffrey Hill, David C. Mahan, Pickwick Publications Eugene

### Oeuvres mis en musique
- 1987: The Naked Flame, poem suite (music: Seóirse Bodley) RTÉ commissioned for performance and broadcasting
- 1993: Summerfest poem suite (Music: Colman Pearce) RTÉ commissioned for performance and broadcasting
- 2000: Earlsfort Suite song cycle (Music: Seóirse Bodley) commissioned for Irish Government Department of Arts, the Gaeltacht, Heritage and the Islands as part of the Millennium Frozen Music celebration
- 2000: A Fall set by Dan Tucker, commissioned by the Chicago Humanities Festival,
- 2002: Dublín Spring, poem suite (music: James Wilson) commissioned for performance.
- 2006: Twee gedichten van Micheal O'Siadhail for Choir 2006 by Kees van Ersel
- 2007: Squall set by Seóirse Bodley

## Discographie
- The Naked Flame, poem suite (music: Seóirse Bodley) recorded by Aylish E. Kerrigan accompanied on piano by the composer Seóirse Bodley and available from Ein Klang, Christophestaße, Stuttgart 70178
- Cosmos from Hail! Madam Jazz recorded by Helen Shapiro on Jazz Poetry ABM